# Ла-Саль-Прюне
Ла-Саль-Прюне́ (фр. La Salle-Prunet) — колишній муніципалітет у Франції, у регіоні Окситанія, департамент Лозер. Населення — 183 осіб (2011).
Муніципалітет був розташований на відстані близько 520 км на південь від Парижа, 85 км на північ від Монпельє, 25 км на південь від Манда.

## Історія
До 2015 року муніципалітет перебував у складі регіону Лангедок-Русійон. Від 1 січня 2016 року належав до нового об'єднаного регіону Окситанія.
1 січня 2016 року Ла-Саль-Прюне і Флорак було об'єднано в новий муніципалітет Флорак-Труа-Рив'єр.

## Демографія
Динаміка населення (Cassini ):
Розподіл населення за віком та статтю (2006):
| Стать | Всього | До 15 років | 15-24 | 25-44 | 45-64 | 65-85 | Понад 85 |
| --- | ------ | ----------- | ----- | ----- | ----- | ----- | -------- |
| Чоловіки | 72     | 16          | 0     | 16    | 12    | 16    | 12       |
| Жінки | 64     | 4           | 0     | 12    | 24    | 24    | 0        |
| \| Статево-вікова піраміда \| Статево-вікова піраміда \| Статево-вікова піраміда \| \| ----------------------- \| ----------------------- \| ----------------------- \| \| Чоловіки \| Вік \| Жінки \| \| 12 \| 85 + \| 0 \| \| 4 \| 80-84 \| 8 \| \| 0 \| 75-79 \| 16 \| \| 8 \| 70-74 \| 0 \| \| 4 \| 65-69 \| 0 \| \| 4 \| 60-64 \| 12 \| \| 0 \| 55-59 \| 4 \| \| 4 \| 50-54 \| 4 \| \| 4 \| 45-49 \| 4 \| \| 0 \| 40-44 \| 0 \| \| 8 \| 35-39 \| 0 \| \| 8 \| 30-34 \| 8 \| \| 0 \| 25-29 \| 4 \| \| 0 \| 20-24 \| 0 \| \| 0 \| 15-20 \| 0 \| \| 4 \| 10-14 \| 0 \| \| 4 \| 5-9 \| 0 \| \| 8 \| 0-4 \| 4 \| |        |             |       |       |       |       |          |
| Статево-вікова піраміда |        |             |       |       |       |       |          |
| Чоловіки | Вік    | Жінки       |       |       |       |       |          |
| 12 | 85 +   | 0           |       |       |       |       |          |
| 4 | 80-84  | 8           |       |       |       |       |          |
| 0 | 75-79  | 16          |       |       |       |       |          |
| 8 | 70-74  | 0           |       |       |       |       |          |
| 4 | 65-69  | 0           |       |       |       |       |          |
| 4 | 60-64  | 12          |       |       |       |       |          |
| 0 | 55-59  | 4           |       |       |       |       |          |
| 4 | 50-54  | 4           |       |       |       |       |          |
| 4 | 45-49  | 4           |       |       |       |       |          |
| 0 | 40-44  | 0           |       |       |       |       |          |
| 8 | 35-39  | 0           |       |       |       |       |          |
| 8 | 30-34  | 8           |       |       |       |       |          |
| 0 | 25-29  | 4           |       |       |       |       |          |
| 0 | 20-24  | 0           |       |       |       |       |          |
| 0 | 15-20  | 0           |       |       |       |       |          |
| 4 | 10-14  | 0           |       |       |       |       |          |
| 4 | 5-9    | 0           |       |       |       |       |          |
| 8 | 0-4    | 4           |       |       |       |       |          |

## Економіка
2010 року серед 107 осіб працездатного віку (15—64 років) 77 були активними, 30 — неактивними (показник активності 72,0%, у 1999 році було 67,5%). З 77 активних мешканців працювали 72 особи (36 чоловіків та 36 жінок), безробітними було 5 (3 чоловіки та 2 жінки). Серед 30 неактивних 10 осіб було учнями чи студентами, 13 — пенсіонерами, 7 були неактивними з інших причин.

У 2010 році в муніципалітеті числилось 77 оподаткованих домогосподарств, у яких проживали 167,0 особи, медіана доходів виносила 16 800 євро на одного особоспоживача